# Fjord Greely
Pour les articles homonymes, voir Greely.
Le fjord Greely est une crique naturelle située à l'ouest de l'île d'Ellesmere, dans la région de Qikiqtaaluk, au Nunavut, dans l'archipel arctique. 
Au sud se trouvent le fjord Cañon et la calotte glaciaire Agassiz. Au nord-ouest se trouve le fjord Borup et au nord-est le fjord Tanquary.

## Histoire
Le fjord a été découvert lors de l'expédition d'Otto Sverdrup en 1903 et porte le nom de l'explorateur Adolphus Greely.